# 楊成太
楊 成太（よう せいた、양 성태、ヤン・ソンテ、1965年2月24日 - ）は、兵庫県出身の元バレーボール選手、バレーボール指導者である。

## 経歴
兵庫県尼崎市出身。神戸朝鮮高級学校を経て東海大学に進学。昭和61年度秋季リーグ戦やインカレで優勝。
卒業後の1987年に日本電気に入社。1989年からは主将を務め、チームを支えた。1991年度の第25回日本リーグではチームの初優勝に大きく貢献し、最高殊勲選手賞に輝いた。また、1996年度の第3回Vリーグではベスト6に選ばれた。
ビーチバレージャパンでは日本電気（同期入社）の金子敏和と組み、第5回準優勝、第7, 9回優勝。
2000年現役引退。コーチに転じる。2004年NECブルーロケッツ監督に就任し、2008年退任。
2024年現在はNECレッドロケッツアカデミーの代表を務める。